# Retículo vectorial topológico
En matemáticas, específicamente en análisis funcional y en teoría del orden, un retículo vectorial topológico es un espacio vectorial topológico (EVT) de Hausdorff {\displaystyle X} que tiene un orden parcial {\displaystyle \,\leq \,} que lo convierte en un espacio de Riesz que posee una base de entornos en el origen que consta de conjuntos sólidos.
Las redes vectoriales ordenadas tienen aplicaciones importantes en teoría espectral.

## Definición
Si {\displaystyle X} es un retículo vectorial, entonces se denominan operaciones de retículos vectoriales a las siguientes aplicaciones:
1. Las tres aplicaciones de {\displaystyle X} sobre sí mismo definidas por {\displaystyle x\mapsto |x|}, {\displaystyle x\mapsto x^{+}}, {\displaystyle x\mapsto x^{-}} y
2. Las dos aplicaciones de {\displaystyle X\times X} sobre {\displaystyle X} definidas por {\displaystyle (x,y)\mapsto \sup _{}\{x,y\}} y {\displaystyle (x,y)\mapsto \inf _{}\{x,y\}}.

Si {\displaystyle X} es un EVT sobre los números reales y un retículo vectorial, entonces {\displaystyle X} es localmente sólido si y solo si (1) su cono positivo es un cono normal y (2) las operaciones del retículo vectorial son continuas.
Si {\displaystyle X} es un retículo vectorial y un espacio vectorial topológico ordenado que también es un espacio de Fréchet en el que el cono positivo es un cono normal, entonces las operaciones del retículo son continuas.
Si {\displaystyle X} es un espacio vectorial topológico (EVT) y un espacio vectorial ordenado, entonces {\displaystyle X} se denomina localmente sólido si {\displaystyle X} posee una base de entornos en el origen que consta de conjuntos sólidos.
Un retículo vectorial topológico es un EVT de Hausdorff {\displaystyle X} que tiene un orden parcial {\displaystyle \,\leq \,} que lo convierte en un espacio de Riesz que es localmente sólido.

## Propiedades
Cada retículo vectorial topológico tiene un cono positivo cerrado y, por lo tanto, es un espacio vectorial topológico ordenado.
Sea {\displaystyle {\mathcal {B}}} el conjunto de todos los subconjuntos acotados de un retículo vectorial topológico con cono positivo {\displaystyle C} y, para cualquier subconjunto {\displaystyle S}, sea {\displaystyle [S]_{C}:=(S+C)\cap (S-C)} la envolvente {\displaystyle C} saturado de {\displaystyle S}.
Entonces, el cono positivo {\displaystyle C} del retículo vectorial topológico es un cono {\displaystyle {\mathcal {B}}} estricto, donde {\displaystyle C} es un cono {\displaystyle {\mathcal {B}}} estricto significa que {\displaystyle \left\{[B]_{C}:B\in {\mathcal {B}}\right\}} es una subfamilia fundamental de {\displaystyle {\mathcal {B}}}, es decir, cada {\displaystyle B\in {\mathcal {B}}} está contenido como un subconjunto de algún elemento de {\displaystyle \left\{[B]_{C}:B\in {\mathcal {B}}\right\}}).
Si un retículo vectorial topológico {\displaystyle X} posee orden completo, entonces cada banda está cerrada en {\displaystyle X}.

## Ejemplos
Los espacios Lᵖ ({\displaystyle 1\leq p\leq \infty }) son retículos de Banach según su ordenamiento canónico.
Estos espacios son órdenes completos para {\displaystyle p<\infty }.